# Kokowääh
Kokowääh ist eine deutsche Filmkomödie aus dem Jahr 2011. Hauptdarsteller Til Schweiger führte Regie und schrieb zusammen mit Béla Jarzyk auch das Drehbuch.

## Handlung
Seitdem sich der mäßig erfolgreiche Drehbuchautor Henry von seiner Freundin Katharina getrennt hat, befindet er sich an einem persönlichen und kreativen Tiefpunkt. Das Einzige, was er zustande bringt, ist das Drehbuch der Fernsehserie „Der Förster vom Spreewald“, die schließlich wegen Zuschauermangels abgesetzt wird. Als ihm dank seiner Agentin das unerwartete Angebot gemacht wird, an der Adaption des Bestseller-Romans „Freiflug“ mitzuarbeiten, bietet sich ihm endlich die Möglichkeit, sein Leben grundlegend zu verändern. Allerdings ist die Autorin, mit der er das Drehbuch erarbeiten soll, seine Ex-Freundin Katharina.
Als dann auch noch die achtjährige Magdalena auftaucht, gerät sein Leben endgültig aus den Fugen: In einem Brief, den das kleine Mädchen bei sich hat, steht, dass Magdalena Henrys leibliche Tochter sei. Bis ihre Mutter Charlotte von einem Gerichtstermin aus New York zurückkehrt, soll Magdalena bei Henry leben. Dieser hat keine Ahnung, wie man mit Kindern umgeht, und will Magdalena zurück zu ihrem Ziehvater Tristan bringen. Der weigert sich jedoch, Magdalena wieder aufzunehmen, da er den Schock, nicht ihr leiblicher Vater zu sein, erst überwinden muss und seine Ehe mit Charlotte daher vor dem Aus steht.
Zudem verlangt Tristan von Henry, dass dieser Verantwortung für seine Tochter übernimmt. Henry ist mit der Gesamtsituation heillos überfordert. Er versucht daher Magdalena zu erklären, dass er ihr Vater ist. Während der Arbeit an dem Drehbuch entwickelt er wieder Gefühle für Katharina und auch seine Beziehung zu Magdalena wird intensiver. Allerdings bringt er es nicht über sich, Katharina von Magdalena zu erzählen, da sie gezeugt wurde, während er noch mit Katharina zusammen war. Als die argwöhnische Katharina ihn überraschend zu Hause besucht, trifft sie auf Magdalena und erfährt von ihr die Wahrheit. Enttäuscht und verletzt von Henrys Verhalten verlässt sie ihn und beendet auch die berufliche Zusammenarbeit mit ihm.
Zu allem Überfluss verlangt Tristan plötzlich seine Tochter wieder zurück. Henry wird schmerzlich bewusst, wie viel Magdalena ihm bedeutet. Es kommt zum Konflikt zwischen den beiden Männern. Er versucht, seine Gefühle mithilfe eines Drehbuches auszudrücken, welches er „Kokowääh“ nennt. Er schickt es Katharina, damit sie versteht, wie er empfindet. Nachdem sie das Drehbuch gelesen hat, trifft sie sich mit Henry und versöhnt sich mit ihm. Zusammen arbeiten sie am Drehbuch weiter.
Inzwischen ist Charlotte aus New York zurückgekehrt. Sie schließt einen Kompromiss, um Magdalena beide Väter zu bewahren.

## Hintergrund
- Der Filmtitel steht lautsprachlich für Coq au Vin. Im Film ist Kokowääh das einzige Gericht, das Henry kochen kann, und später auch der Titel von Henrys Drehbuch.

- Der ursprüngliche Arbeitstitel von Til Schweigers Drehbuch lautete „Findet nicht das Glück“.

- Die Szenen der Außenaufnahmen von New York City wurden nicht extra für den Film gedreht, sondern stammen aus dem Film One Way.[3]

- Christof Wahl wird im Abspann als Kameramann und zugleich als Co-Regisseur des Films genannt.

- Die Dreharbeiten begannen am 21. Juli 2010 und endeten am 13. September 2010. Gedreht wurde in Berlin und Potsdam. Die Produktionskosten des Films wurden auf 5,65 Millionen Euro geschätzt. Kinostart in Deutschland war am 3. Februar 2011. In den deutschen Kinos wurden 2011 4.295.177 Besucher gezählt.[4] Im deutschen Free-TV war der Film erstmals am 31. März 2013 (Ostersonntag) ab 20.15 Uhr bei Sat.1 zu sehen.[5]

## Kritiken
Andreas Scheiner schrieb für Die Zeit und meinte: „Til Schweiger hat sich eine Patchworkfamilien-Komödie auf den Leib geschrieben: leicht, unterhaltsam, ohne Tiefgang. […] Von einer Problematisierung der Patchworkfamilie nimmt der Film Abstand.“
In der Die Tageszeitung urteilte Barbara Schweizerhof: Wieder mal ein „in der die Handlung von Anfang an glasklar vor Augen liegt. Für Spannung sorgen allein die Verzögerungsmomente, die auf dem Weg zum Happyend eingebaut werden: humorig inszenierte Katastrophen, die angenehm folgenlos bleiben, und viele, viele Szenen, in denen Emma Schweiger ihren Kleinmädchencharme zeigen darf. […] So viel Charme entfaltet Emma, dass man darüber die schmierigen Witze des Drehbuchs vergisst und sich ganz dem Wohlfühleffekt überlässt, […] Schweigers viele Stimmungssequenzen […][und] zusammengeschnittene Szenen.“
Andrea Burtz vom WDR befand: „Aus dem kinderfeindlichen Egoisten Henry wird in ein paar Tagen der verständnisvolle, liebende Vater. […] Die Mutter musste dringend in die USA, da ist ihr nichts Besseres für ihre Tochter eingefallen, als sie heimlich bei ihrem leiblichen Vater abzusetzen, den das Mädchen bis dahin nie gesehen hat. […] Solche Logiksprünge und eindimensional gezeichnete Figuren muss man in ‚Kokowääh‘ hinnehmen.“
Für die Süddeutsche Zeitung schrieb Jan Füchtjohann: „leider sieht der Film über weite Strecken aus wie ein Werbespot für Joghurt, Bausparen oder Kaffee-Pads.“

## Auszeichnungen
- Für das Erreichen von drei Millionen Besuchern in 30 Tagen erhielt der Film einen Bogey in Gold.
- Als „erfolgreichste deutsche Filmkomödie“ des Jahres erhielt der Film den Deutschen Comedypreis 2011
- Für das Erreichen von drei Millionen Kinobesuchern innerhalb von 18 Monaten erhielt der Film die Goldene Leinwand 2011.
- 2011 Wild And Young Award in der Kategorie Bester Film
- 2012 Romy als bester Kinofilm[10]
- Die Deutsche Film- und Medienbewertung FBW in Wiesbaden verlieh dem Film das Prädikat wertvoll.

## Fortsetzung und Neuverfilmung
Vom 2. August 2012 bis zum 1. Oktober 2012 wurde in Berlin Kokowääh 2 gedreht. Til Schweiger fungierte, wie bereits im ersten Teil, als Regisseur, Hauptdarsteller, Drehbuchautor und Produzent. Neben Til Schweiger spielen erneut Emma Schweiger, Jasmin Gerat und Samuel Finzi. Der Kinostart war am 7. Februar 2013. In Nebenrollen sind unter anderem Matthias Schweighöfer (als er selbst), Julia Jentsch, Paula Kalenberg, Steffen Wink, Helmut Zierl und Oscar Ortega Sánchez zu sehen.
Ein englischsprachiges Remake des Films ist geplant, bei dem Bradley Cooper Hauptrolle und Regie übernehmen soll.